# うたのプロムナード
『うたのプロムナード』は、1984年9月3日から1990年10月まで全国FM放送協議会 (JFN) 加盟局で放送されていたジャパンエフエムネットワーク (JFNC) 制作のラジオ番組である。当時のJFNラインネット番組の「Bライン」系統の番組であった。

## 概要
1960年代から1980年代の、当時「ニュー懐メロ」とも言われていた多くのフォークソング、ニューミュージックの曲を中心に送っていた番組。当初は「みんなで歌おう！」というサブタイトルが付いていた。1989年4月以降は毎週スペシャル企画を放送していた金曜日はエフエム岩手以外のネット局が無くなり、1989年10月改編以降は正式に金曜の放送が無くなって月曜から木曜までの放送となる。

## パーソナリティ
※特記のあるもの以外は、月曜 - 金曜（1989年10月以降は月曜 - 木曜）通しての出演。
- 関好子（1984年9月 - 1985年3月）
- 松野こうき（1985年4月 - 1989年4月／1990年4月 - 1990年10月。1990年4月復帰後は水曜・木曜のみの出演）
- 瀬戸口修（1989年4月 - 1990年10月。1990年4月以降は月曜・火曜のみの出演）

## 放送時間
いずれも日本標準時。
- 月曜 - 金曜 15:00 - 17:00（1984年9月3日 - 1985年3月）
- 月曜 - 金曜 15:00 - 16:00（1985年4月1日 - 1989年9月） - 月曜 - 木曜16時台で『ポップ・ナウ!』がスタートするのに伴い、放送枠を縮小。
- 月曜 - 木曜 15:00 - 16:00（1989年10月 - 1990年9月）

## ネット局
（）
- エフエム青森（1987年4月開局時から）
- エフエム秋田（1985年4月開局時から）
- エフエム岩手（1985年10月開局時から）
- エフエム山形（1989年4月開局時から）
- ★エフエム群馬（1985年10月開局時から → 1987年以前に打ち切り）
- エフエム新潟（1987年10月開局時から）
- エフエム富士[5]（1988年8月開局時から）
- エフエム長野（1988年10月開局時から）
- 富山エフエム放送（1985年4月開局時から）
- 福井エフエム放送（FM福井）（1984年12月開局時から）[6]
- 三重エフエム放送（FM三重）（1985年6月開局時から）
- エフエム山陰（1986年10月開局時から）
- エフエム山口（1989年4月改編時から）
- エフエム香川（1988年4月開局時から）
- エフエム中九州（1985年11月開局時から）
- ★エフエム沖縄（1987年以前に打ち切り）

（★ - 途中打ち切りとなった局）